# Ginga Nagô
 (février 2011).
Si vous disposez d'ouvrages ou d'articles de référence ou si vous connaissez des sites web de qualité traitant du thème abordé ici, merci de compléter l'article en donnant les références utiles à sa vérifiabilité et en les liant à la section « Notes et références ».
Ginga Nagô est un groupe de capoeira qui existe depuis 1992 de manière informelle et depuis 1995 officiellement en France. Il a été créé par Mestre Branco (Januy Santos Reis), Brésilien originaire de Salvador de Bahia.
C'est le plus ancien groupe de l'ouest de la France. Il existe dans diverses villes : Nantes (le siège du groupe), Poitiers, Tours, Toulouse, Clisson, Ancenis, Saint-Nazaire. Le groupe est aussi représenté en Afrique de l'ouest, à Conakry en République de Guinée, et à Palmarin au Sénégal. Il est bien sûr représenté au Brésil, sur l'île d'Itaparica située en face de Salvador de Bahia, où le groupe a monté un projet de centre alternatif en vue de développer différentes actions culturelles, artistiques, éducatives et citoyennes.
Chaque année, de nombreux maîtres et élèves de groupes de capoeira Angola et capoeira Regionale participent aux Rencontres Internationales du groupe Ginga Nagô à Nantes.